# VMPS
VMPS (VLAN Management Policy Server) ist ein Cisco-Switch, welcher die Zuordnung zwischen MAC-Adresse und VLAN von Netzwerkendgeräten verwaltet. Für Anfragen von dezentralen Switches an den VMPS-Master wird das VLAN Query Protocol (VQP) verwendet.
Mit Hilfe von VMPS werden Ports basierend auf der MAC-Adresse des angeschlossenen Gerätes dynamisch einem VLAN zugeordnet. Somit kann ein Gerät an einem beliebigen Punkt des Netzwerkes angebunden werden und wird vom Switch automatisch dem zugeordneten VLAN zugeordnet. Die Administration erfolgt im einfachsten Fall mittels Textdatei, die via TFTP auf den VMPS-Master hochgeladen wird. 
Switchports, an denen ein Gerät mit unbekannter MAC-Adresse angeschlossen ist, können entweder gesperrt oder einem speziellen Fallback- oder Guest-VLAN zugeordnet und so vom Produktivnetzwerk isoliert werden.

## Andere VMPS-Server
FreeNAC ist ein OpenSource-Tool, das OpenVMPS zur Kommunikation mit den Switches nutzt, aber zur Verwaltung der Zuordnungen eine MySQL-Datenbank nutzt und so verschiedene weitere Funktionen zur Verfügung stellen kann, die vor allem für größere Umgebungen Erleichterungen bieten.